# Marco Mezio Epafrodito
Marco Mezio Epafrodito (in greco antico: Ἐπαϕρόδιτος?, Epaphróditos, in latino Marcus Mettius Epaphroditus; Cheronea, ... – ...; fl. 50-70) è stato un grammatico greco antico, da non confondere con il contemporaneo Tiberio Claudio Epafrodito.

## Biografia
La biografia di Epafrodito è stata registrata dalla Suda. Epafrodito nacque a Cheronea, in Beozia, da una famiglia di condizione servile; crebbe ad Alessandria d'Egitto nella famiglia del grammatico Archias che gli impartì una buona educazione. Era alto e di carnagione scura, coi capelli irti di colore nero (o forse bruno) e la barba. Fu schiavo del prefetto d'Egitto Mezio Modesto, il quale lo acquistò perché diventasse pedagogo del proprio figlio Petelinus, e riuscì ad affrancarsi grazie al grande rapporto di fiducia che aveva instaurato con la famiglia di Mezio Modesto. Si trasferì poi a Roma, dove visse in agiatezza; di lui durante questo periodo si ricorda la biblioteca che, si dice, contenesse trentamila volumi rari oltre ad alcune sue opere come i commentari su Omero e Pindaro, e altre opere di vari argomenti. Si presume che a Roma abbia aperto una propria scuola e che questa fosse la fonte della sua agiatezza.

## Rapporto con Flavio Giuseppe
Flavio Giuseppe dedicò tre delle sue quattro opere a un Epafrodito: Antichità giudaiche, La Vita e Contro Apione. Nel Proemio delle Antichità giudaiche scrisse di essere stato incoraggiato da Epafrodito a iniziare quella vasta opera: 
(Flavio Giuseppe, Antichità giudaiche, I, 8, traduzione di Luigi Moraldi, UTET, 2013, ISBN 978-88-418-9267-1)
Secondo Hannah M. Cotton e Werner Eck, l'identificazione di Epafrodito di Cheronea con l'Epafrodito amico di Flavio Giuseppe è molto probabile.

## Statua
Di lui si conserva una statua (conservata al museo della civiltà romana a Roma, visibile qui) che presenta la scritta:
(Iscrizione sulla base della statua)